# No Boundaries (album av Sertab Erener)
No Boundaries, engelskspråkigt musikalbum utgivet av turkiska artisten Sertab Erener 2004.
1. Here I Am
2. Breathe In Deeper
3. Every Way That I Can
4. Got Me Like Oh
5. I Believe (That I See Love In You)
6. Leave
7. It Takes More
8. Back To The Beach
9. Storms
10. Love Bites
11. The One
12. Here I Am (Jason Nevins Radio Remix)